# Élections législatives santoméennes de 1980
Les élections législatives santoméennes de 1980 se sont tenues le 12 mai 1980,. Elles ont abouti à la réélection de Manuel Pinto da Costa comme président de la République par l'Assemblée nationale. Il s'agit des premières élections générales depuis l'indépendance du pays en juillet 1975.
Les 40 membres de l'Assemblée nationale, tous du Mouvement pour la libération de Sao Tomé-et-Principe (MLSTP, seul parti autorisé) sont composés du Bureau politique du MLSTP, de membres du Gouvernement, de treize représentants des Comités régionaux, de deux représentantes de l'Organisation des femmes, de deux représentants de l'Organisation de la jeunesse et de cinq autres citoyens.